# JoAnna Cochenet
JoAnna M. Cochenet-Gallastegui, née le 14 novembre 1985 à West Allis, est une violoniste, musicienne, compositrice et cheffe d'orchestre américaine.

## Biographie
Elle est née en 1985 à West Allis, dans le comté de Mellewaukee (Wisconsin, États-Unis). Elle a fréquenté le lycée West Allis Central High School (West Allis).
Elle a étudié un baccalauréat en musique (Bachelor of Music) au Coe College de Cedar Rapids (Iowa, États-Unis) (2004-2008). Elle a ensuite obtenu une maîtrise en musique (Masters in Music) en direction d'orchestre et en alto de l'université du Wisconsin à Milwaukee en 2010, avec son mémoire de maîtrise « From Score Selection to the Performance: Teaching from the Podium – Discussion and Analysis of Works by Copland, Schubert, Kimber, Vivaldi, Vaughan-Welleliams, and Kellear ».
Elle a obtenu son doctorat en arts musicaux (DMA) en direction d'orchestre de l'Université du Nevada à Reno en 2024, avec la thèse The Sound of Struggle: A Study and Comparison of Expressive Musical Features from Works by "DwEller" Composers (1933-1956),,.

## Carrière
En tant que chef d'orchestre, Cochenet a dirigé divers orchestres aux États-Unis et en Ukraine, notamment l'Orchestre présidentiel national d'Ukraine, l'Orchestre de chambre de Baltimore, l'Orchestre du Bard Conductors Institute, l'Orchestre symphonique d'Omaha, l'Orchestre symphonique Mason (université George-Mason) et l'Orchestre de l'université du Wisconsin à Milwaukee.
Au cours de la saison 2015-2016, Cochenet a dirigé le Northeast String Orchestra à New York.
À l'automne 2021, Elle a été élue membre principal de l'Orchestre symphonique d'Allentown (Pennsylvanie, États-Unis).
En 2022, Cochenet a dirigé l'Orchestre symphonique de l'UNR à l'Université du Nevada à Reno, dirigeant diverses pièces du compositeur américain Erich Korngold. En 2023, Cochenet a été l'un des chefs d'orchestre du concert d'honneur de l'Orchestre symphonique de l'UNR à l'Université du Nevada à Reno, dirigeant l'Ouverture pour une fête académique de Brahms.
En 2023, Cochenet a été cheffe d'orchestre d'Acis and Galatea de Haendel au Nevada Chamber Opera. En 2023, Elle a également été cheffe adjointe de La Flûte enchantée de Mozart aux Prague Summer Nights à Prague, en République tchèque. À l'été 2023, Elle a été cheffe invitée du Broadway and Beyond Concert de l'Accord Symphony Orchestra,.
En 2023, Elle a été sélectionnée comme cheffe d'orchestre participante à part entière au 7e programme annuel Cascade Conducting à Tacoma, Washington, États-Unis, sous la direction de la cheffe d'orchestre britannique Sarah Ioannides. En juin 2024, Elle a dirigé l'orchestre dans la Symphonie n° 2 de Beethoven lors du final du programmee,.
Fin 2024, Cochenet a été chef associé de l'Orchestre Symphonique de Bainbridge (BSO) (Bainbridge Island, Washington), pour la saison 2024-2025.
En tant que violoniste et altiste, Cochenet s'est produite, entre autres, avec l'Orchestre symphonique d'Omaha, l'Orchestre de chambre de Washington, l'Orchestre philharmonique Distant Worlds et l'Orchestre symphonique d'Olympia. Elle s'est produite avec l'Orchestre de chambre de Washington à Washington, D.C., comme alto lors de la saison 2020-2021, sous la direction du chef d'orchestre coréen-américain Jun Kim.
Outre sa direction d'orchestre, Cochenet enseigne également la musique à l'université. Elle a été professeure d'histoire et de littérature musicales au Collège de musique de l'université George-Mason. Elle a également été professeure adjointe à l'université du Nevada à Reno (Collège de musique). Elle a également enseigné à la Levine School of Music. Depuis 2021, Elle enseigne au Northern Virginia Community College (NVCC), au sein du Collège de musique.
Cochenet est membre de l'Alliance internationale des femmes dans la musique.

## Vie privée
Elle est mariée au chef d'orchestre espagnol Juan Gallastegui.

## Publications
- "Clinic Ideas for Your Ensemble or Organization", The Bridge, Newsletter of the New York Chapter of American String Teachers Association, 2015.
- "The DElleemma of (and Solutions for) Trying to Be Creative", American String Teacher Journal, 2015.
- "A Woman Leading An Orchestra", Women in Higher Education, Vol 24, Issue 2, 2015[20].